# Força Réal
Força Réal ist ein kleiner, aber markanter, 507 m hoher Berggipfel im Fenouillèdes, einem Landstrich im Norden des Roussillon.

## Lage
Der etwa 28 km (Fahrtstrecke) nordwestlich von Perpignan gelegene Berg überragt die fruchtbaren Ebenen im Osten des Roussillon. Von den Orten Millas und Montner führt eine asphaltierte Straße auf den Berg, dessen zwei Gipfel beliebte Aussichtspunkte sind.

## Geschichte
Durch den im Jahre 1258 geschlossenen Vertrag von Corbeil wurde der nördliche Teil Kataloniens dem Königreich Aragón zugesprochen. Jaume II., der jüngere Sohn des aragonesischen Königs Jaume I., schlug es 18 Jahre später dem bereits seit 1229 existierenden Königreich Mallorca zu, welches er von seinem Vater geerbt hatte. In dieser Zeit entstand eine Burg auf der markanten Felsspitze des Berges, der damals noch Mont Ner (= „schwarzer Berg“) hieß; im Volksmund setzte sich jedoch bald die Bezeichnung Força Réal (= „Königsfestung“) durch. Spätestens mit dem Pyrenäenfrieden (1659) und der Verschiebung der spanisch-französischen Grenze nach Süden verlor die kleine Festung jegliche strategische Bedeutung. Im Jahr 1693 ließ Ludwig XIV. sie niederreißen; aus den Steinen entstand eine Einsiedelei.

## Einsiedelei
Mit einer Glockenweihe im Jahr 1708 wurde auch die Eremitage eingeweiht. Sie bildete bis zum Ausbruch der Französischen Revolution das Ziel einer vom Ort Millas ausgehenden Prozession. In den Jahren 1819 bis 1822 wurde die Kapelle restauriert und die alljährlich stattfindende Wallfahrt begann von Neuem.

## Weblinks

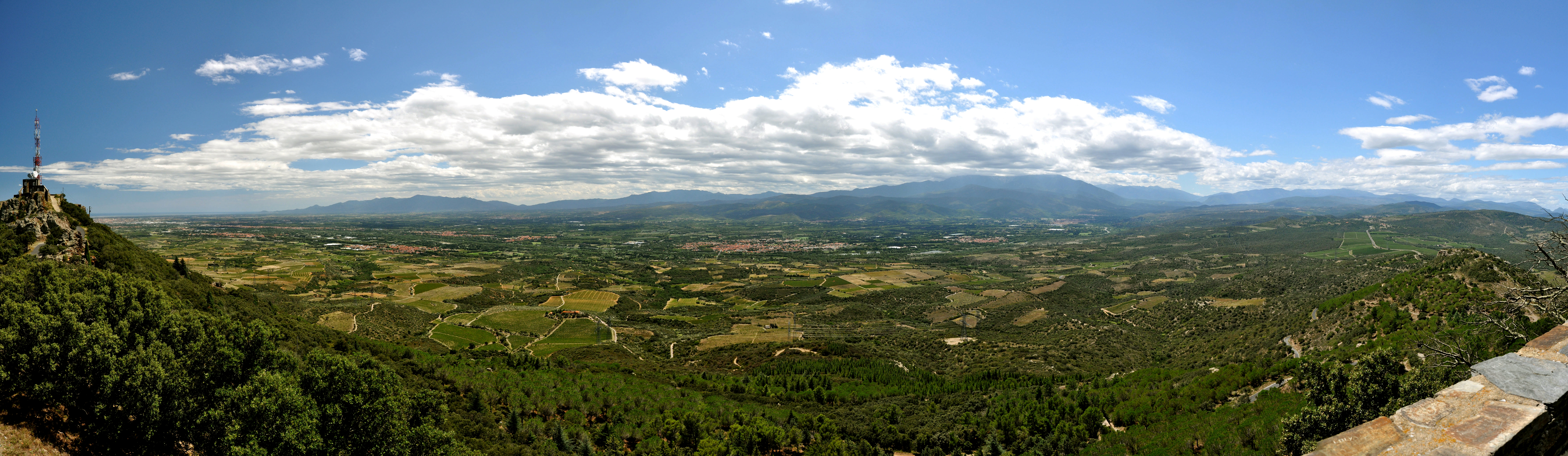
Blick vom Força Réal nach Südosten; im Hintergrund das etwa 40 km (Luftlinie) entfernte Albères-Massiv

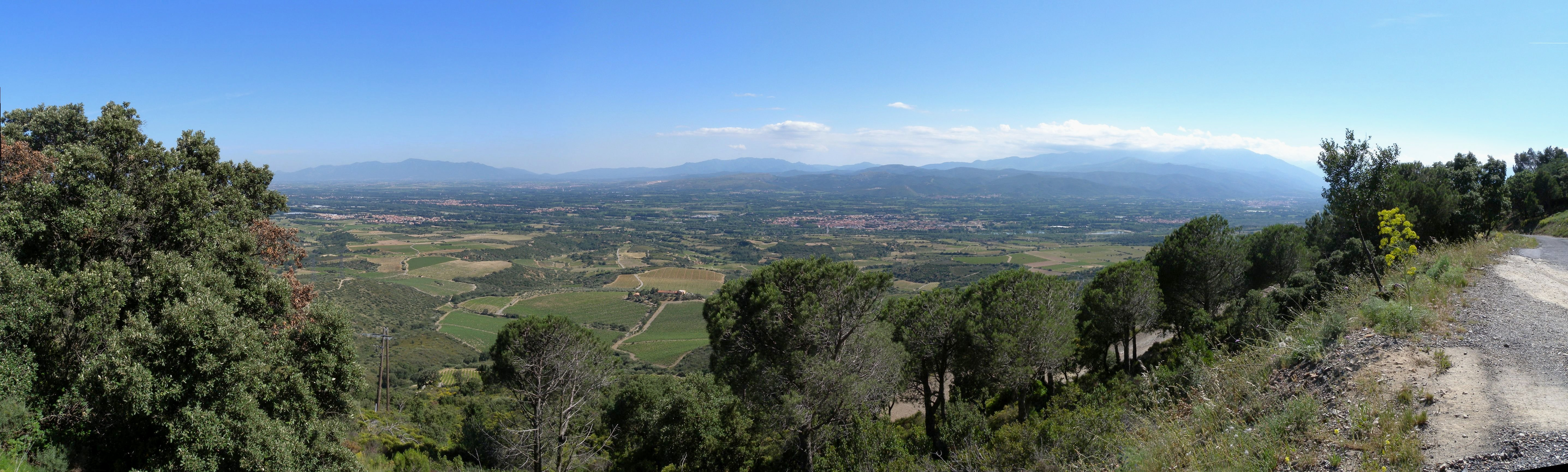
Blick vom Força Réal nach Südwesten; im Hintergrund der etwa 30 km (Luftlinie) entfernte Pic du Canigou